# Spilosoma tsinglingi
Spilosoma tsinglingi là một loài bướm đêm thuộc phân họ Arctiinae, họ Erebidae.